# Toxinologie

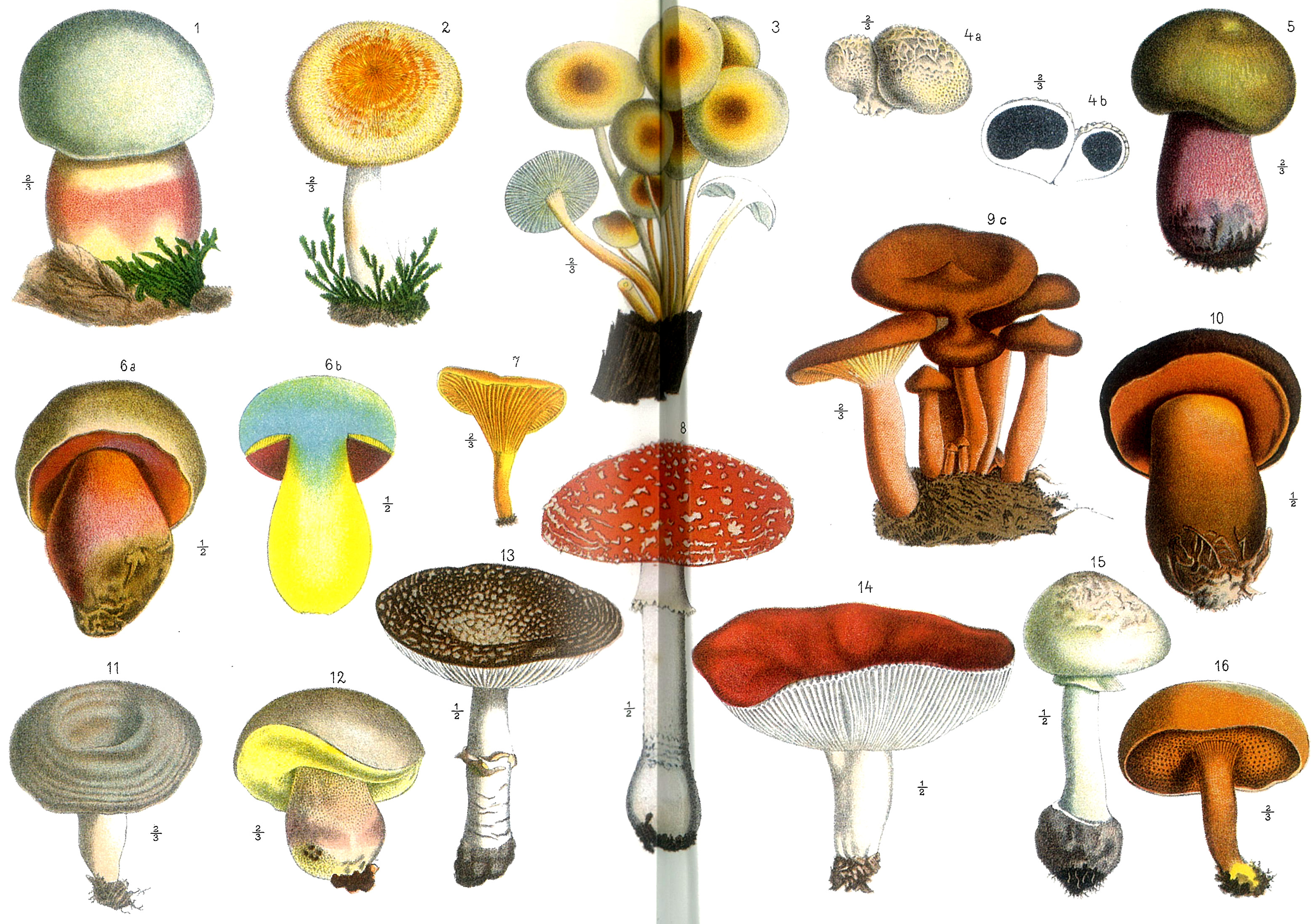
Giftige und vermutlich giftige Pilze

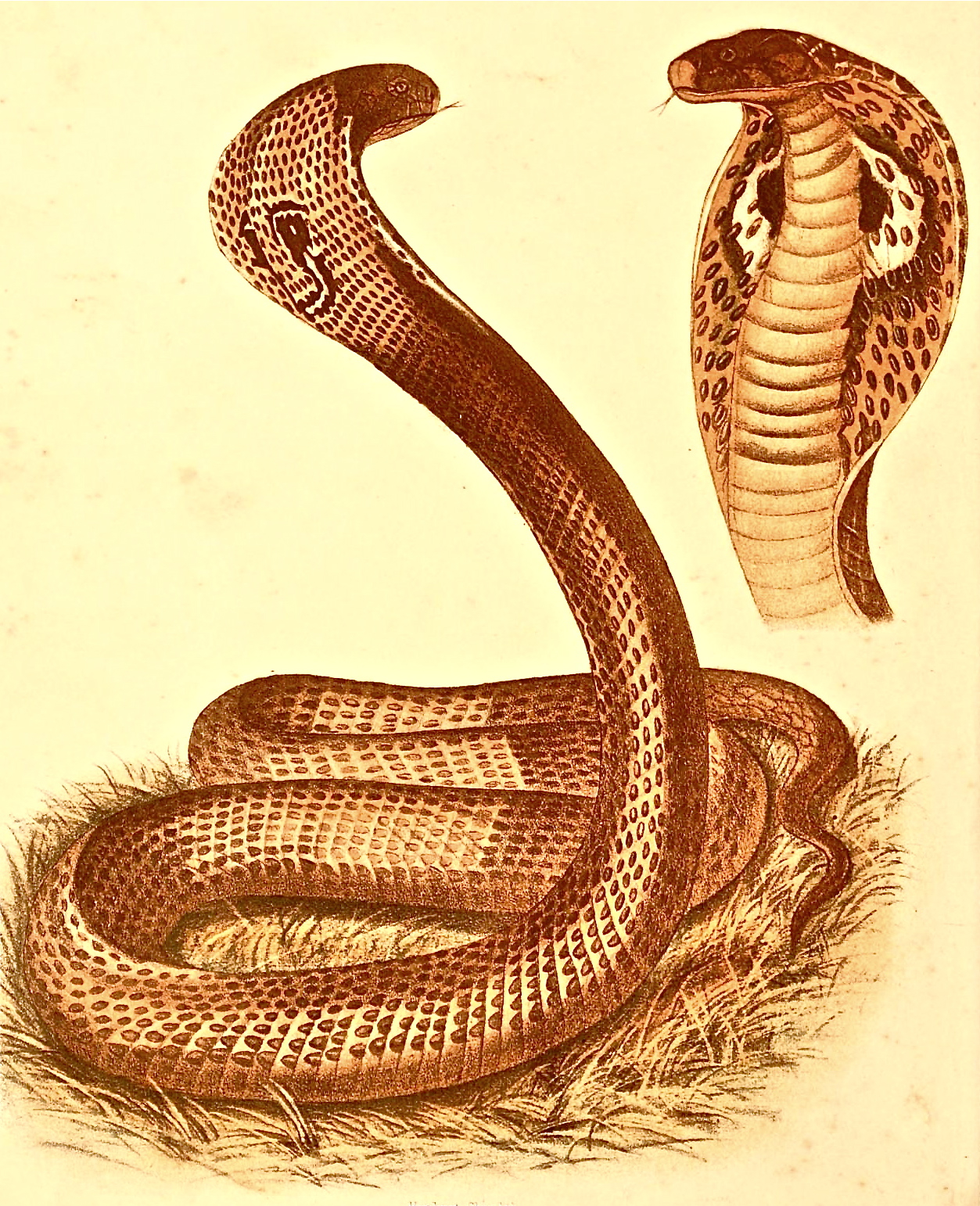
Naja naja, eine Echte Kobra, eine der vier Schlangen Indiens mit den meisten Giftbissen

Die Toxinologie ist die interdisziplinäre Wissenschaft der Toxine, also derjenigen Gifte, die von Lebewesen synthetisiert oder sequestriert (von anderen Quellen angereichert) werden. Hierzu zählen mikrobielle Toxine, Mykotoxine (Gifte der Schimmelpilze), Pilzgifte (Gifte der Großpilze), Pflanzengifte und Tiergifte.
Die Toxinologie ist ein Teilgebiet der Toxikologie, die sich mit allen Giftstoffen befasst.